# Stazione di Oschiri
Stazione di Oschiri vasútállomás Olaszországban, Szardínia régióban, Oschiri településen.

## Vasútvonalak
Az állomást az alábbi vasútvonalak érintik:
- Cagliari–Golfo Aranci Marittima-vasútvonal

## Kapcsolódó állomások
A vasútállomáshoz az alábbi állomások vannak a legközelebb: 
- Stazione di Berchidda
- Stazione di Madonna di Castro